# Водяное Второе
Водяное Второе (укр. Водяне Друге) — село на Украине, находится в Краматорском районе, Донецкой области.
Население по переписи 2001 года составляет 26 человек. Почтовый индекс — 85180. Телефонный код — 6272.

## Адрес местного совета
85143, Донецкая область, Краматорский район, с. Ильиновка ул. Административная, 42